# Ключ 115
Ключ 115 (трад. и упр. 禾) — ключ Канси со значением «зерно»; один из 23, состоящих из пяти штрихов.
В словаре Канси есть 431 символов (из 49 030), которые можно найти c этим радикалом.

## История
Древняя идеограмма изображала корни и стебель растения, согнувшегося под тяжестью зерен.
Кроме этих значений иероглиф может употребляться в значении «разведение хлебов», «хлебопашество». В сочетании с другими — обозначает злаковые или зерновые культуры.
Это сильный ключевой знак.

Вид в Цзиньвэнь
Вид в Цзягувэнь
Вид в большой печати Чжуаньшу
Вид в малой печати Чжуаньшу

В словарях находится под номером 115.

## Примеры иероглифов
| Доп. штрихи | Иероглифы                                                                          |
| ----------- | ---------------------------------------------------------------------------------- |
| 0           | 禾                                                                                 |
| 1           | 𥝎                                                                                 |
| 2           | 禿秀私秂秃䄦䄧                                                                     |
| 3           | 秄秅秆秇秈秉秊䄪䄫䄬䄭䄨䄩秊                                                       |
| 4           | 䄯秋秌种秎秏秐科秒秓秔秕秖秗䄮䄯𥝽䄰䄱䄲䄳䄴䄵𥝥𥝱𥝲                               |
| 5           | 秫秘秙秚秛秜秝秞租秠秡秢秣秤秥秦秧秨秩秪秫秬秭秮积𥞊䄶䄷䄸䄹𥞖                     |
| 6           | 稆秱秲秳秴秵秶秷秸秹秺移秼秽秾𥞩䄺䄻䄼䄽䄾䄿䅊䅀䅁䅂䅃䅄䅅䅆䅇䅈䅉                 |
| 7           | 稀稊程稌稍税稁稂稃稄稅稇稈稉秿𥞴𥞵𥟇𥟈𥟉𥟊𥟌䅋䅌䅍䅎䅏䅐䅑䅒䅓                     |
| 8           | 稏稚稛稜稝稞稟稐稑稒稓稔稕稖稗稘稙稠稡稢稣稤稥𥟟𥟠𥟡𥟹𥟼䅚䅛䅜䅝䅞䅟䅔䅕䅖䅗䅘䅙稜 |
| 9           | 稪稫稬稭種稯穊稦稧稨稩稰稱稲稳䅫𥠬𥠭𥠮𥠯䅠䅡䅢䅣䅤䅥䅦䅧䅨䅩                       |
| 10          | 稺稻稼稽稾稿稴稵稶稷稸稹穀穁穂穃䅬䅭䅮䅯䅰䅱䅲䅳䅴䅵䅶𥡗𥡘                         |
| 11          | 穊穏穋穌積穎穏穄穅穆穇穈穐穑穒䅺䅻䅼䅽𥡝䅷䅸䅹𥡲𥡴𥢂𥢃𥢄𥢅𥢆𥢉                     |
| 12          | 穚穛穜穝穞穉穓穔穕穖穗穘穙𥢫𥢬𥢳䅾䅿䆀𥢐                                           |
| 13          | 穟穠穡穢穣𥢶𥣈𥣐𥣑𥣒䆁䆂䆃䆄䆅䆆䆇                                                 |
| 14          | 穪穫穤穥穦穧穨穩𥣞𥣡                                                               |
| 15          | 穬穭穮穯𥣽䆈䆉                                                                     |
| 16          | 䆊䆋䆌䆍𥤃                                                                         |
| 17          | 穰穳䆎䆏                                                                           |
| 18          | 穱                                                                                 |
| 19          | 穲                                                                                 |
| 25          | 䆐                                                                                 |